# Cidade de Maria
A Cidade de Maria é um Centro de Formação e Espiritualidade localizado a aproximadamente 12 quilômetros do centro da cidade de Barretos, São Paulo. A área é uma comunidade espiritual, composta por seis congregações religiosas dedicadas à formação de futuros sacerdotes e irmãs. O espaço também abriga a Casa de Encontros e Retiros Dom Antônio Maria Mucciolo, um local destinado a eventos e retiros espirituais.

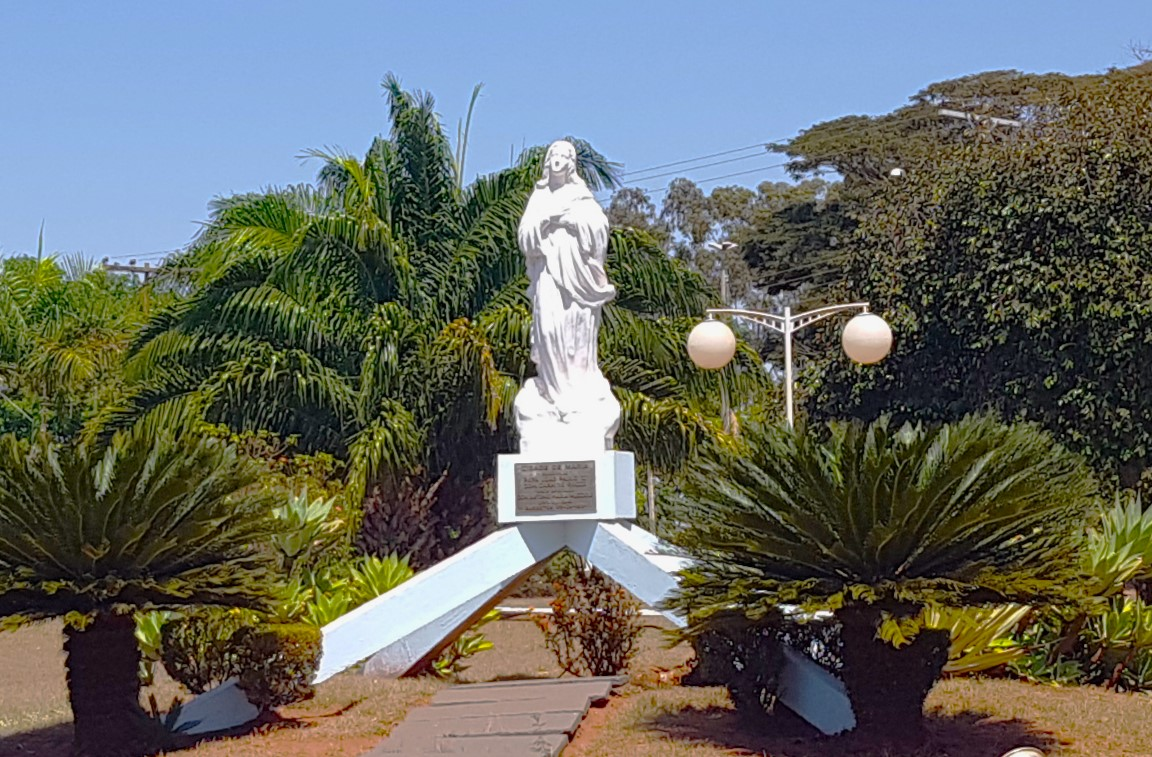
Nossa Senhora Conceição de Murilo, Cidade de Maria

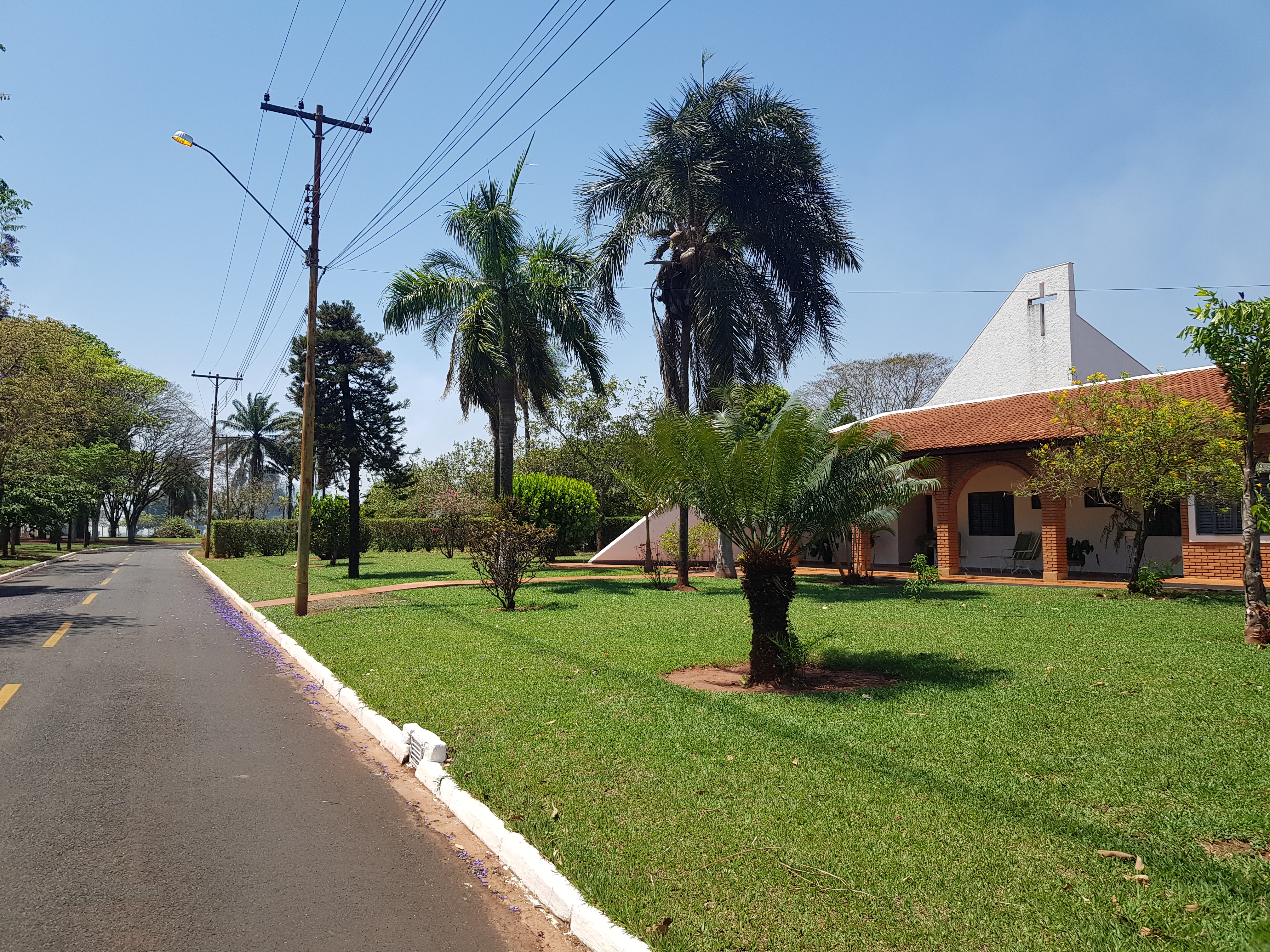
Rua Interna na Cidade de Maria, Barretos

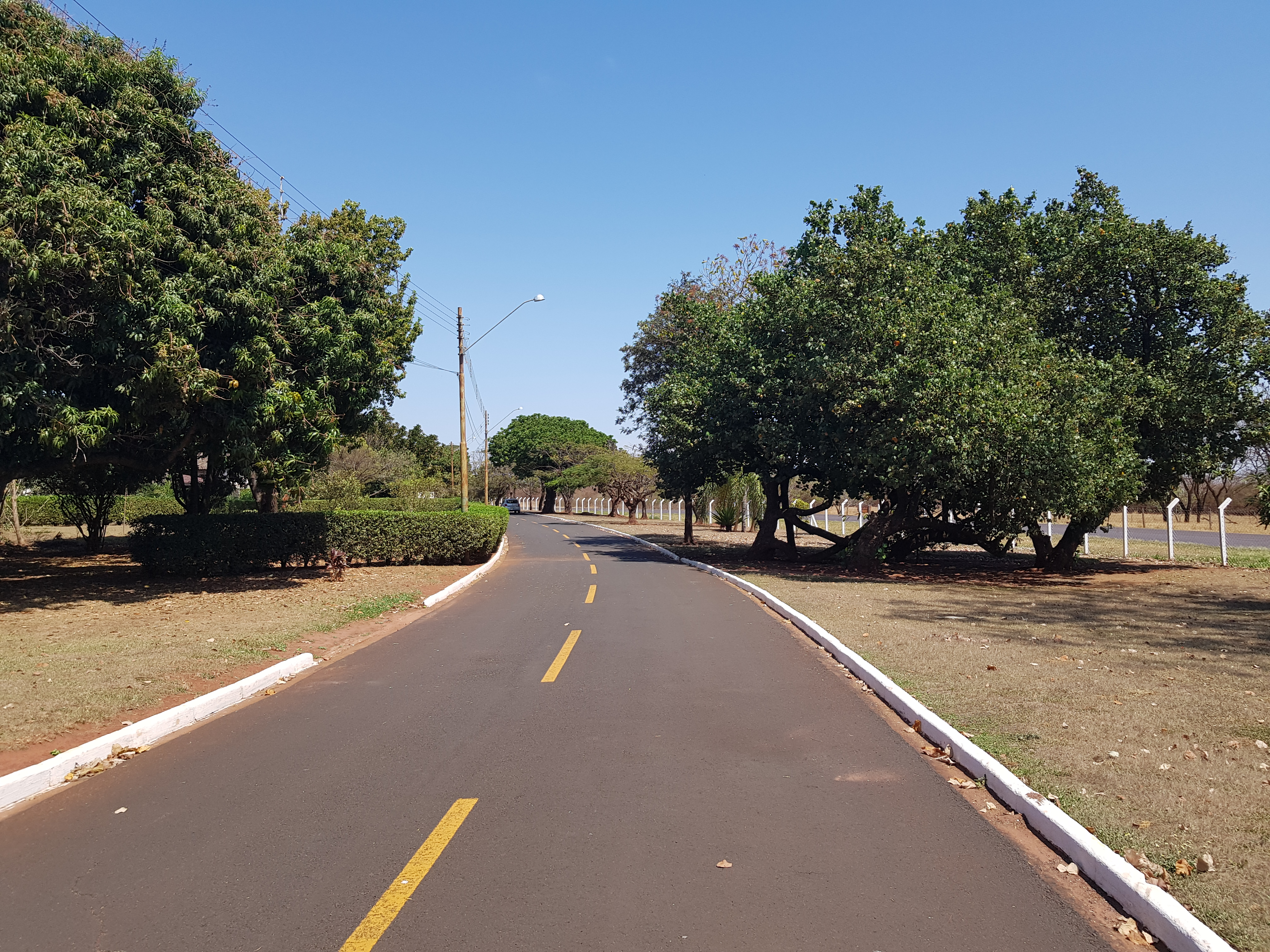
Rua Interna na Cidade de Maria, Barretos

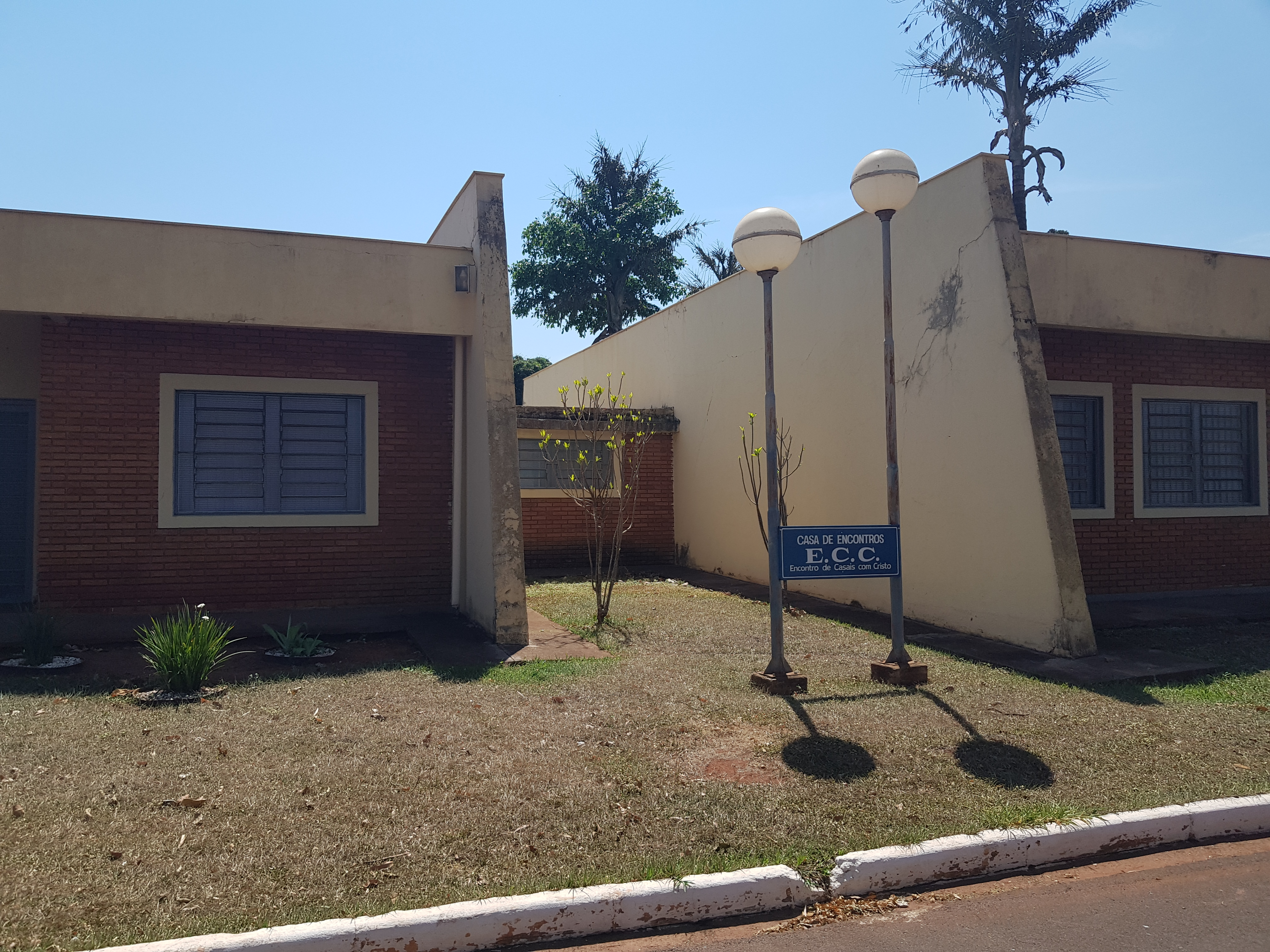
Casa de Encontros de Casais com Cristo, Cidade de Maria, Barretos

A entrada do complexo é marcada por uma estatueta de Nossa Senhora Conceição de Murilo, simbolizando a consagração do local à proteção divina. Além de suas funções religiosas e formativas, a Cidade de Maria é um ponto de encontro para devotos, especialmente durante o festival anual "Caminhando com Maria", que atrai milhares de pessoas em uma romaria dedicada à Nossa Senhora Aparecida no dia 12 de outubro.

### Histórico de Fundação
Em 23 de maio de 1977, Dom Antonio Maria Mucciolo foi nomeado o segundo Bispo Diocesano de Barretos, sucedendo Dom José de Mattos Pereira; assumiu oficialmente sua posição em Barretos no dia 9 de setembro de 1977.
Nos primeiros dois meses de seu mandato, Dom Mucciolo dedicou-se a visitar paróquias e dialogar com sacerdotes e líderes de congregações religiosas, identificando rapidamente a necessidade de um local adequado para encontros formativos. Neste período, estabeleceu uma relação com João Monteiro de Barros Filho, jornalista e proprietário de um meio de comunicação local, que já havia trabalhado de perto com o primeiro Bispo, Dom José.
Inspirado por essa necessidade e com o apoio de João Monteiro e outros colaboradores, como Silvio de Almeida Nogueira e Isidoro Witzel, Dom Mucciolo conheceu Guilherme Seraphino, um engenheiro aposentado, fazendeiro e viúvo, que se mostrou disposto a contribuir com o projeto. Sensibilizado pela missão do Bispo, Seraphino doou cinco alqueires de sua fazenda para a construção de uma Casa de Encontros, que seria chamada Betânia. A escritura da terra foi rapidamente formalizada no 2° Cartório da Cidade e registrada, garantindo a posse à diocese.

O projeto de Betânia foi então confiado ao arquiteto Dr. Nelson Marcondes do Amaral, que projetou um complexo com 52 apartamentos, amplo refeitório, cozinha, auditório e capela, organizando o terreno em módulos de 7.500 metros quadrados e centralizando a construção da Casa de Encontros.
A construção começou oficialmente no dia 2 de outubro de 1978, após a cerimônia de lançamento da pedra fundamental em 25 de maio do mesmo ano. A inauguração, celebrada com grande festividade, ocorreu no dia 5 de setembro de 1981.
Gradativamente várias congregações foram se instalando no local.
Desde então, a Cidade de Maria não só cumpriu seu papel inicial como centro de formação, mas também se tornou um local de grande importância espiritual e cultural na região, demonstrando a visão de futuro do bispo Dom Mucciolo e a generosidade da comunidade local em apoiar tais iniciativas religiosas e educacionais.

#### Mosteiro de Clausura de Visitação
A convite do Bispo de Barretos, Dom Antonio Maria Mucciolo, as Irmãs Visitandinas de Clausura, originalmente de São Paulo, estabeleceram um Mosteiro de Clausura em Barretos. A pedido de Dom Antonio e com o consentimento do Cardeal Dom Paulo Evaristo Arns, a Superiora da Visitação Irmã Margarida Angélica, aceitou fundar um Mosteiro na Cidade de Maria. A iniciativa teve contribuições do Adveniat, e de vários benfeitores, como de João Monteiro de Barros Filho. Três irmãs, lideradas pela Superiora Irmã Francisca de Salles, mudaram-se para o novo mosteiro. A Irmã Francisca já tinha uma conexão espiritual antiga com Dom Antonio desde sua infância e juventude em Sorocaba. Após a morte de uma das três irmãs e a dificuldade de trazer mais irmãs de São Paulo, o Mosteiro foi transferido aos Padres Dehonianos, que agora utilizam o espaço para seu noviciado.

#### Seminário Filosófico Paulo VI
Em 8 de outubro de 1977, Dra. Scylla Duarte Prata e seu marido, Dr. Paulo, propuseram a Dom Antonio Maria Mucciolo a construção de um seminário em homenagem à sua filha Cristina, que havia falecido no ano anterior. O casal assumiu todas as despesas relacionadas à construção e ao equipamento interior do seminário, incluindo a mobília completa.
O Seminário, batizado de Paulo VI, foi oficialmente inaugurado em 8 de dezembro de 1984 pelo Núncio Apostólico Carlo Furno, que também realizou a cerimônia de bênção do local. Durante os anos de 1985 e 1986, o seminário ofereceu um Curso de Filosofia para um total de 38 alunos, incluindo seminaristas e religiosos, bem como leigos. Este projeto educacional foi enriquecido por bolsas de estudos financiadas por Dom Antonio para seminaristas de dioceses economicamente desfavorecidas do Brasil.
O Seminário Paulo VI contou com um destacado corpo docente. Seu primeiro reitor foi o Monsenhor Arquimedes Gai, seguido pelo Padre Deusmar Jesus da Silva. Outra figura notável associada ao seminário foi o Padre Francisco Lyrio de Almeida da Diocese de Sorocaba, que contribuiu significativamente durante os três anos em que colaborou com o Bispo de Barretos e foi responsável pela organização do currículo escolar de filosofia.
Infelizmente, por razões históricas, o seminário encerrou suas atividades em 1987, após apenas dois anos de funcionamento. Posteriormente, as instalações foram cedidas por Dom Antonio Gaspar à Fraternidade de São Francisco de Assis, sob a providência divina.

### Casa de Encontros

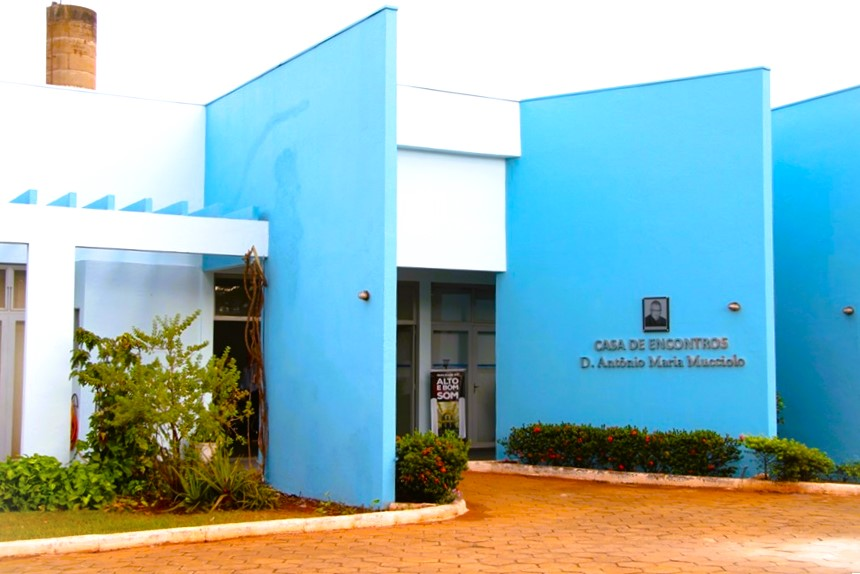
Casa de Encontros Dom Antonio Maria Mucciolo (antes denominada Betânia)

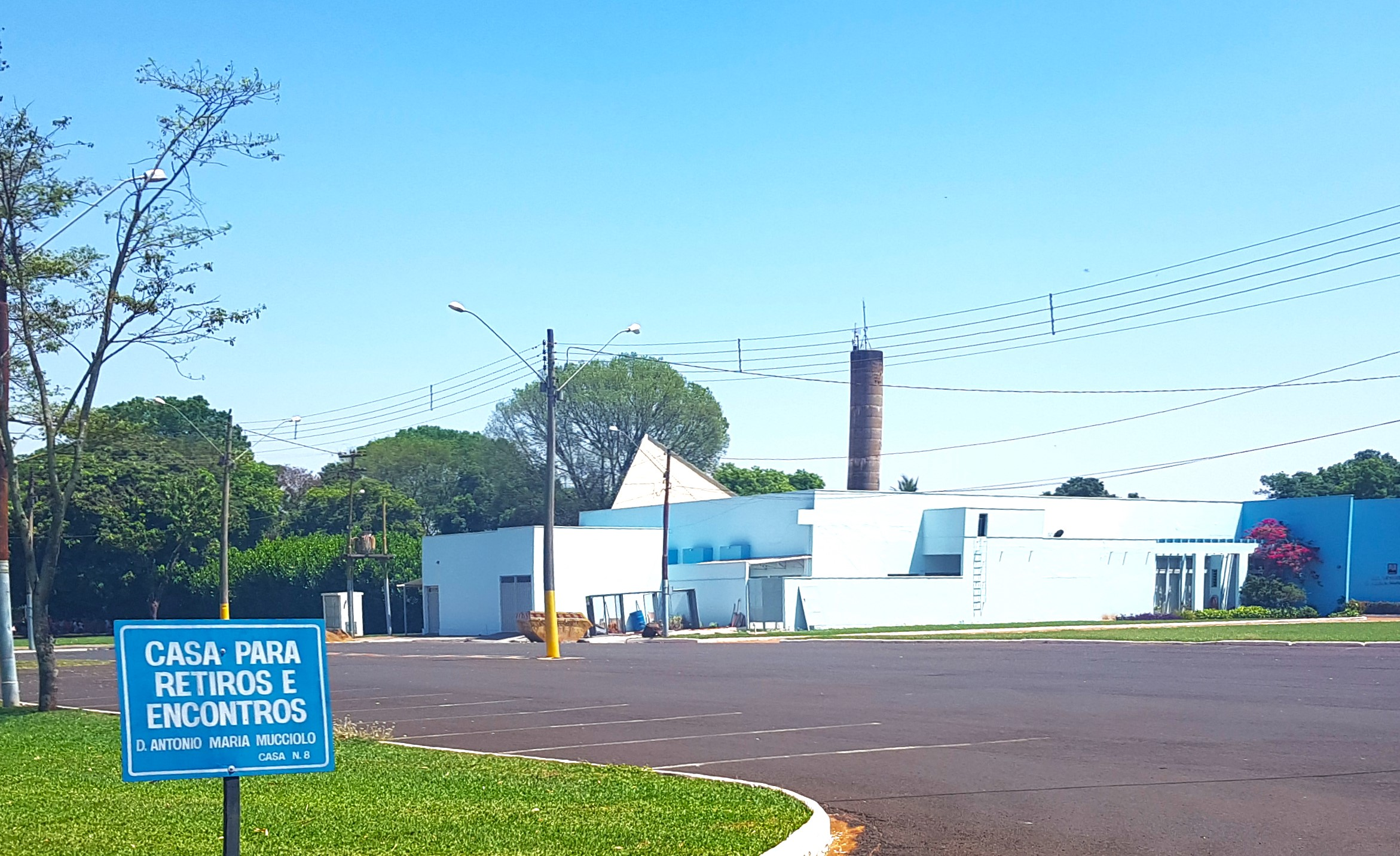
Casa de Encontros e Retiros Dom Antônio Mucciolo, Cidade de Maria, Barretos

A Casa de Encontros Dom Antonio Maria Mucciolo, antes denominada Betânia, serve como um centro de formação e espiritualidade, ideal para a realização de diversos eventos como cursos, congressos e retiros espirituais. O estabelecimento pode acomodar até 120 visitantes e está equipado com 51 apartamentos e 14 quartos adicionais, além de possuir um refeitório espaçoso, várias salas de reuniões, uma capela e extensos jardins.

### Arraial da Alegria
O Arraial da Alegria é uma festividade tradicional que ocorre anualmente na Cidade de Maria desde 1986. Este evento celebra a cultura e a fé, com o principal objetivo de arrecadar fundos para a manutenção da própria cidade espiritual. Durante o arraial, visitantes podem desfrutar de uma quermesse vibrante, um almoço especial onde é servido o "Queima do Alho", um prato típico de Barretos, além de diversos shows artísticos. Um momento especial do evento é a coroação da imagem de Nossa Senhora, que adiciona um aspecto religioso significativo à celebração.
Um dos destaques do Arraial da Alegria é o concurso radiofônico chamado Rei e Rainha da Alegria, no qual seis personalidades competem arrecadando doações. O casal que consegue o maior montante é coroado na noite de sábado, trazendo ainda mais festividade e engajamento comunitário ao evento. Em 2023, o arraial comemorou seu 35º aniversário, consolidando-se como uma das quermesses mais tradicionais de Barretos, reafirmando o arraial como um importante evento de angariação de fundos e celebração comunitária.

### Caminhando com Maria
O evento "Caminhando com Maria" é uma tradicional caminhada penitencial que ocorre anualmente em Barretos no dia 12 de outubro, reunindo devotos de Nossa Senhora Aparecida. A caminhada parte às cinco da manhã da igreja matriz da Paróquia Bom Jesus em direção à Cidade de Maria, um espaço dedicado à espiritualidade e formação religiosa. A celebração inclui uma missa campal presidida pelo bispo diocesano, destacando a fé e devoção dos participantes. Após ser adaptada para uma carreata durante a pandemia de Covid-19, a caminhada retornou ao seu formato original em 2022, marcando a 36ª edição do evento. Com o lema "Com Maria caminhamos rumo aos 50 anos de história", o evento celebra não apenas a fé mariana, mas também antecipa o Jubileu de Ouro da Diocese de Barretos.

### Congregações
Algumas organizações religiosas estão instaladas na Cidade de Maria:

#### 1. Irmãs Missionárias de Ação Paroquial
As Irmãs Missionárias de Ação Paroquial foram fundadas no dia 7 de março de 1942 em Carbonero El Mayor, situado na Diocese de Segóvia, Espanha. Esta congregação foi estabelecida por Dom Luciano Pérez Platero, bispo de Segóvia, e Madre Imaculada Cuadrado, com o propósito expresso de revitalizar a ação evangelizadora dentro das paróquias.
Desde sua concepção, a congregação adotou como seu carisma principal a vitalização da vida paroquial, com um enfoque especial em despertar e formar lideranças dentro da comunidade católica. As irmãs têm como missão principal apoiar as paróquias, ajudando a fortalecer suas atividades pastorais através de uma entrega generosa às diversas necessidades do ministério.
A presença das Irmãs Missionárias de Ação Paroquial expandiu-se significativamente desde a sua fundação. No Brasil, a congregação marcou sua primeira presença em Tietê, São Paulo, a 19 de agosto de 1954, a convite de Monsenhor Antonio Simon Sola. Desde então, expandiram sua atuação para outras localidades como Palmital, Sorocaba, Araguapaz, Descalvado, Barretos, São Pedro da Água Branca e Imperatriz.

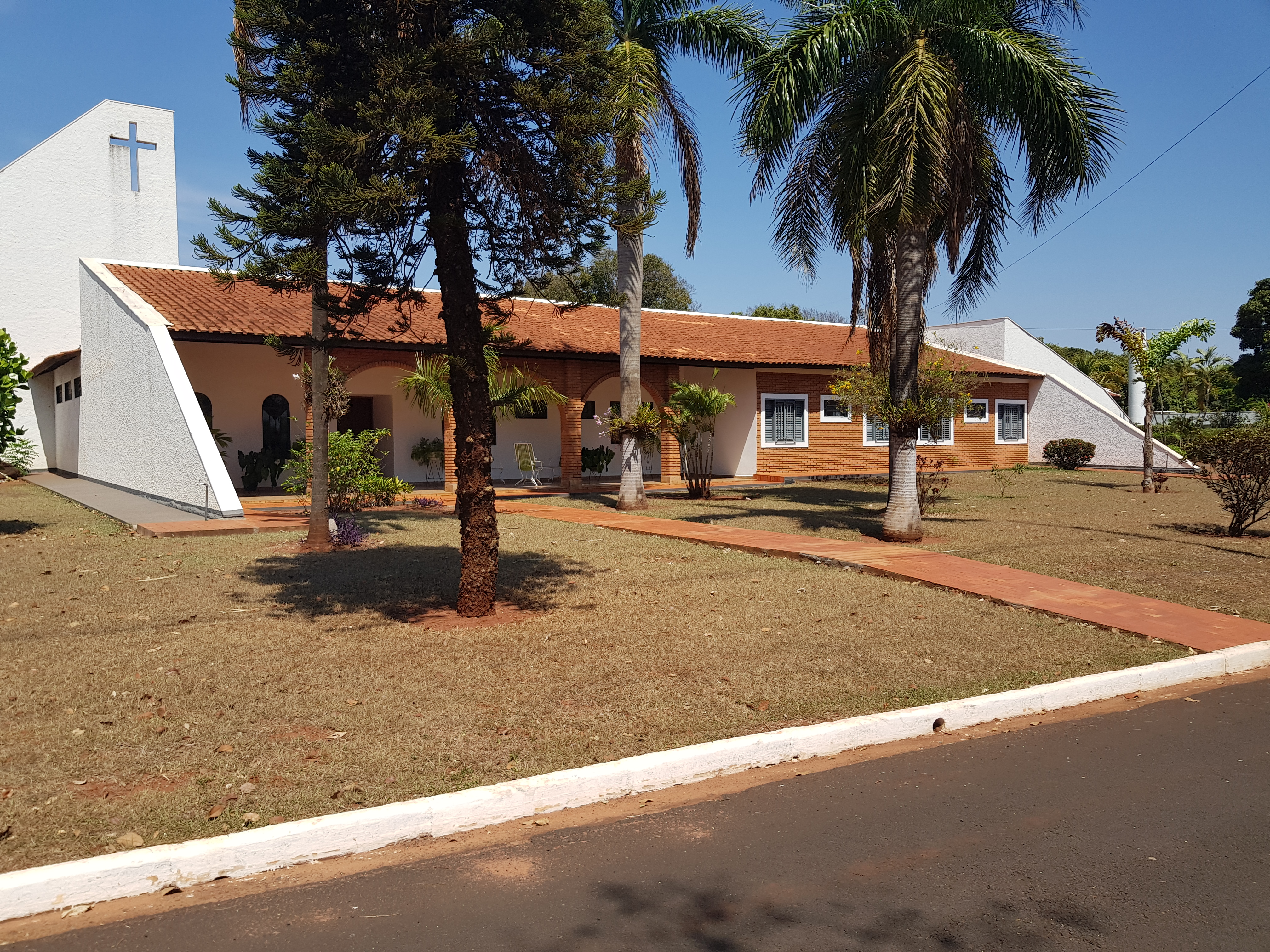
Irmãs Missionárias de Ação Paroquial, na Cidade de Maria, Barretos

Em 1968, a Congregação das Irmãs Missionárias de Ação Paroquial foi elevada a um status de Direito Pontifício pelo Papa Paulo VI, reconhecimento que sublinha a importância e a universalidade de seu trabalho na igreja. As irmãs continuam a desempenhar um papel crucial na revitalização das práticas e na liderança espiritual nas comunidades onde estão presentes, perpetuando o legado de seus fundadores.

#### 2. Servas de Santa Teresa do Menino Jesus
As Servas de Santa Teresa do Menino Jesus são uma congregação religiosa fundada em 1933 por Padre Nicola Cerbone e Madre Chiara Oristanio, em Cúccaro Vetere, Itália. A congregação tem como missão principal viver a "Pequena Via" de Santa Teresa, aplicando-a em três áreas principais de atuação: apostolado religioso, educativo e social, especialmente entre os mais pobres.
O apostolado religioso da congregação foca na colaboração com párocos e agentes de pastoral paroquiais, buscando promover a evangelização e a vida litúrgica. Isso inclui catequese, envolvimento com jovens, liturgia, apoio familiar, orientação vocacional e a Infância Missionária.
Na área educativa, as irmãs dedicam-se à educação escolar e universitária, incluindo a coordenação de creches, aulas de reforço e cursos formativos. O objetivo é fornecer uma formação integral que englobe tanto a educação tradicional quanto a evangelização cristã, com um foco especial na juventude feminina.
No campo social, a ação das Servas de Santa Teresa do Menino Jesus se estende à assistência em hospitais, à Pastoral da Criança, à saúde, casas de recuperação e a projetos sociais destinados às pessoas em maior necessidade.

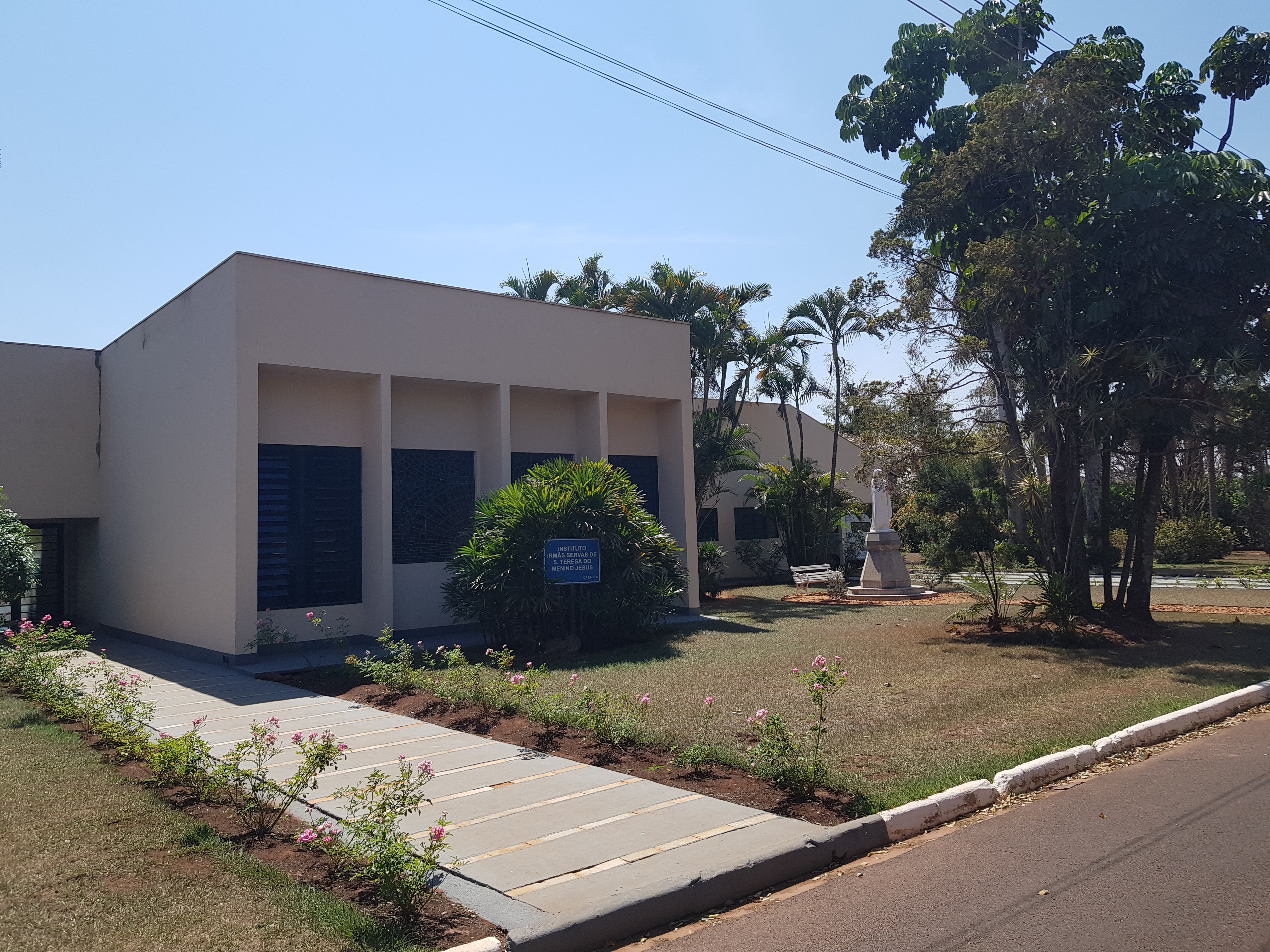
Servas de Santa Teresa do Menino Jesus, na Cidade de maria, Barretos

Presentes em países como Itália, Brasil, Peru e Madagascar, as irmãs continuam a expandir sua missão seguindo o exemplo de sua padroeira, Santa Teresa, na simplicidade e na fidelidade às pequenas coisas, testemunhando o amor apaixonado e escondido pela Igreja no cotidiano.

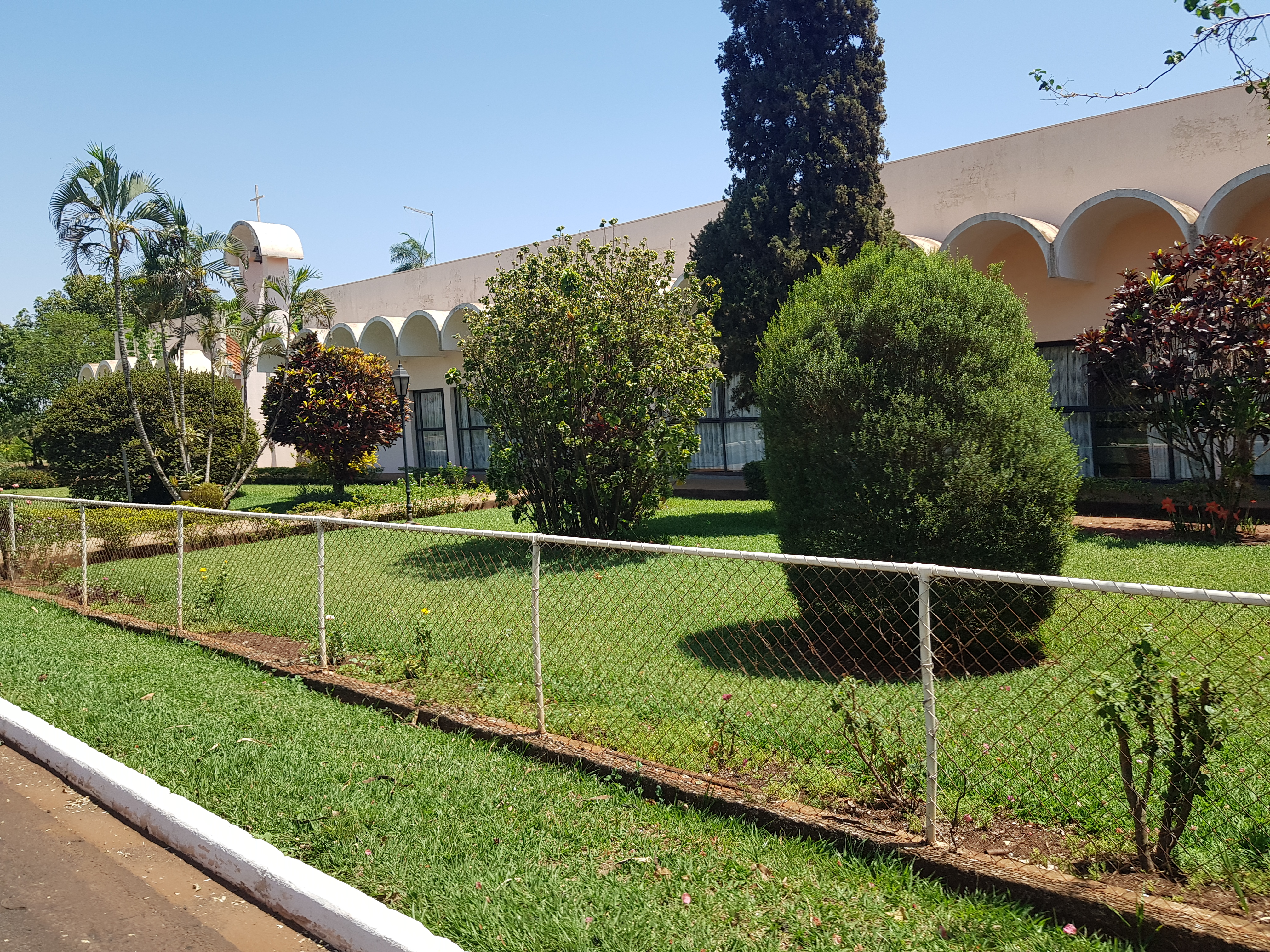
Instituto Nossa Senhora da Vida, na Cidade de maria, Barretos

#### 4. Irmãs Pequenas Missionárias Eucarísticas
As Irmãs Pequenas Missionárias Eucarísticas foram estabelecidas por Madre Ilia Corsaro em 3 de novembro de 1928, na cidade de Bagnoli, próximo a Nápoles, Itália. A congregação foi reconhecida como de Direito Pontifício em 13 de junho de 1974, consolidando seu compromisso com a Igreja Católica e sua missão espiritual.
O carisma da congregação é enraizado nas palavras de Jesus "Tenho sede" (João 19,28), que reflete seu chamado para saciar a sede de amor e espiritualidade no mundo. As irmãs dedicam-se a "velar à sombra dos Tabernáculos", simbolizando um compromisso com a oração contínua e a presença eucarística como fonte de consolação e regeneração amorosa da humanidade.
Associadas espiritualmente à Ordem dos Franciscanos Menores, as Irmãs Pequenas Missionárias Eucarísticas estendem seu serviço além das fronteiras da Itália, marcando presença em países como Albânia, Peru e Brasil. Em território brasileiro, a congregação está ativa em locais como Barretos, Olímpia, Canitar, São José do Rio Preto e Itumbiara, onde desempenham um papel importante no apoio às comunidades locais.

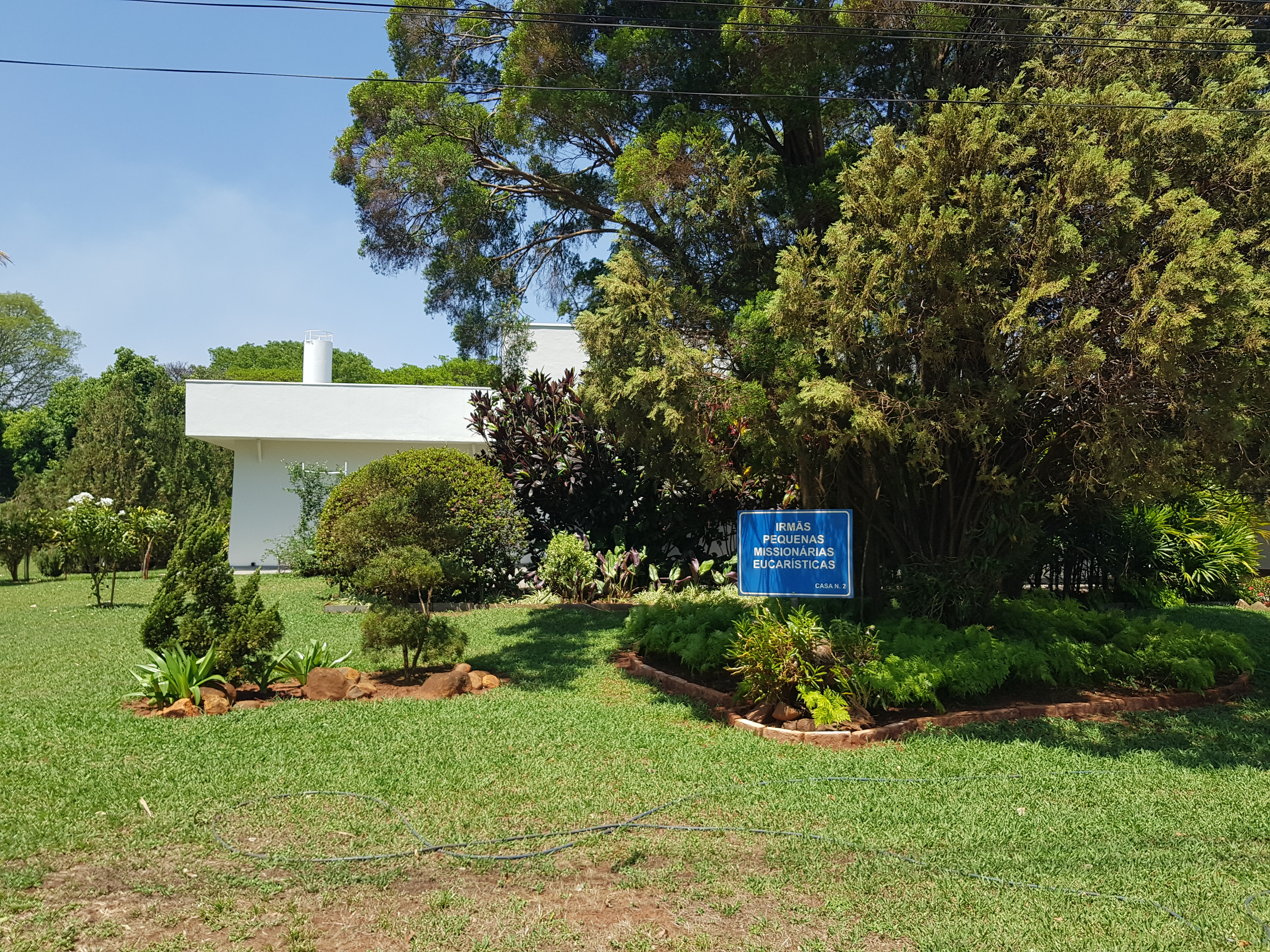
Irmãs Pequenas Missionárias Eucarísticas, na Cidade de Maria, Barretos

A missão das irmãs abrange diversos campos de atuação, desde a educação infantil em creches até a formação de líderes através de diversas pastorais, incluindo a Catequética, Liturgia, Ministros da Eucaristia, Pastoral Vocacional, da Família e da Criança. Este trabalho não só visa a promoção humana e espiritual dos indivíduos, mas também fortalece as comunidades em que as irmãs servem, através de uma abordagem que preza pela evangelização e o cuidado aos mais necessitados.

#### 5. Congregação dos Padres do Sagrado Coração de Jesus - Dehonianos
A Congregação dos Padres do Sagrado Coração de Jesus, conhecida como Dehonianos, foi fundada por Padre João Leão Dehon em 1878 na cidade de São Quintino, França. A congregação foi estabelecida com o carisma de promover a união a Cristo através de seu amor oblativo ao Pai, buscando reparar a pessoa humana e a sociedade.
O fundador, Padre João Leão Dehon, ordenado sacerdote em 1868 na Basílica de Latrão em Roma, tinha uma vocação especial para a vida religiosa, marcada pelo recolhimento e a devoção. Seu chamado para fundar a congregação se concretizou no dia 28 de junho de 1878, durante a festa do Sagrado Coração de Jesus, simbolizando seu compromisso profundo com a devoção ao Coração de Jesus e Maria, e o desejo de uma vida de pobreza, obediência e estudo.
Os Dehonianos são conhecidos por sua dedicação à Eucaristia e ao Coração de Maria, vendo estas devoções como caminhos para a santificação da sociedade. A congregação também se dedica a responder às necessidades da Igreja e do mundo, operando dentro de um espírito de comunidade fraterna e participação ativa na missão da Igreja.
Atualmente, os Dehonianos estão presentes em diversos países ao redor do mundo, incluindo a Europa, a América Latina, a África e a Ásia. No Brasil, a congregação estabeleceu-se inicialmente em Camaragibe, Pernambuco, em 1893 e posteriormente em outras localidades como Florianópolis e na Cidade de Maria em Barretos, São Paulo, onde mantêm um noviciado desde 2003.

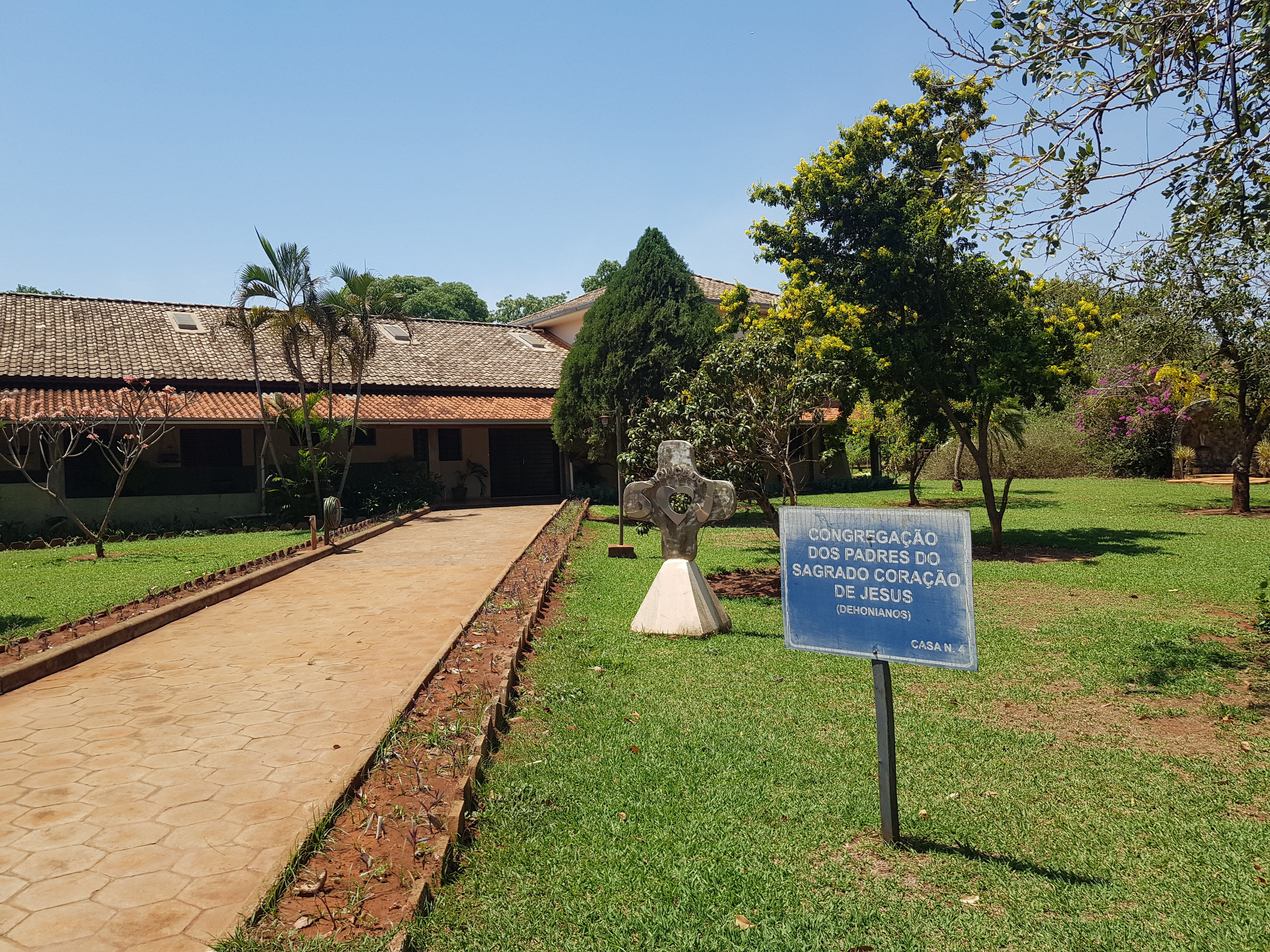
Congregação dos Padres do Sagrado Coração de Jesus - Dehonianos, na Cidade de Maria, Barretos

Através de suas práticas devocionais e compromisso com a educação e ação social, os Padres do Sagrado Coração de Jesus continuam a impactar positivamente a vida das comunidades onde atuam, promovendo uma sociedade mais justa e fraterna.

#### 6. Congregação dos Oblatos de Cristo Sacerdote
A Congregação dos Oblatos de Cristo Sacerdote foi fundada pelo Monsenhor Januário Baleeiro de Jesus e Silva em 25 de março de 1955, na cidade de Lagoa Santa, Minas Gerais. A congregação surgiu com uma missão clara e dedicada: prestar assistência a padres e bispos enfermos ou idosos, além de oferecer suporte pastoral a paróquias que enfrentam necessidades emergenciais ou situações extraordinárias, como as Missões Populares.
O carisma da congregação é profundamente enraizado no serviço e na oferta de si mesmo a Cristo Sacerdote, em benefício de seus sacerdotes e bispos, enfatizando um compromisso com a saúde e o bem-estar dos clérigos, além do apoio a suas funções eclesiásticas. Originalmente, o carisma incluía a participação de religiosos e leigos com votos perpétuos, mostrando a abertura e a flexibilidade da congregação em sua composição e abordagem ao serviço.
Com presença tanto no Brasil quanto na Itália, os membros da Congregação dos Oblatos de Cristo Sacerdote se dedicam à formação teológica e filosófica, muitos dos quais são ordenados sacerdotes. A liderança atual está sob a direção de Dom Vicente Marquetti Zioni, que foi nomeado Superior Maior interinamente pelo mandato pontifício.
A sede da congregação está situada na Cidade de Maria, em Barretos, São Paulo. Este local foi anteriormente um mosteiro construído pelas Irmãs Franciscanas da Imaculada Conceição. Devido à escassez de vocações, as irmãs consultaram o Arcebispo de Botucatu, Dom Antonio Maria Mucciolo, sobre a venda do mosteiro aos Oblatos, o que foi aprovado, permitindo que a congregação assumisse o local e continuasse sua missão vital.

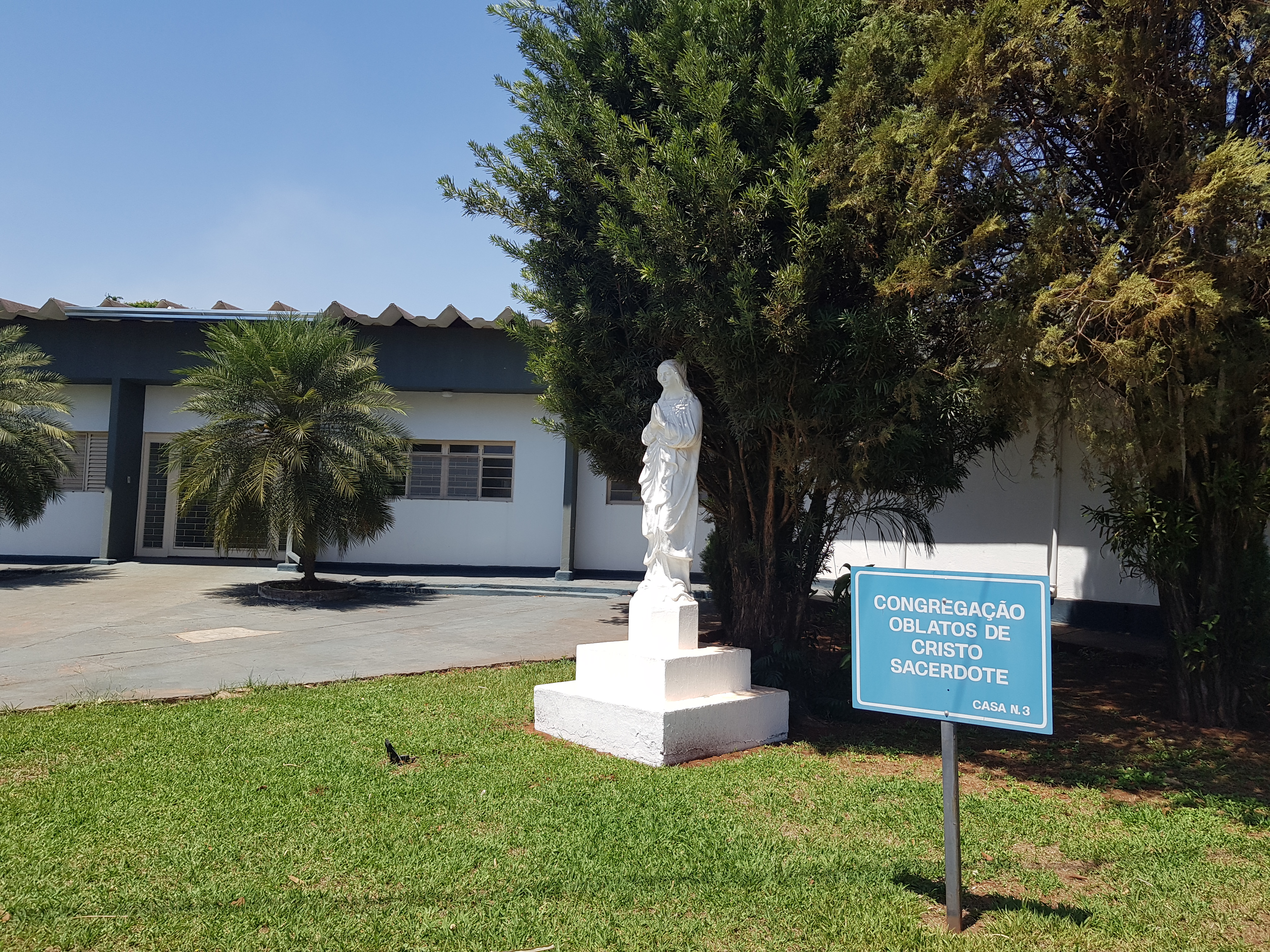
Congregação dos Oblatos de Cristo Sacerdote, na Cidade de Maria, Barretos

Hoje, a Congregação dos Oblatos de Cristo Sacerdote continua seu trabalho devotado, cuidando dos que cuidam da igreja e expandindo sua missão para atender às necessidades emergenciais das comunidades paroquiais onde atuam.